# 凤凰台街道 (烟台市)
凤凰台街道，是中华人民共和国山東省烟台市芝罘区下辖的一个乡镇级行政单位。

## 行政区划
凤凰台街道下辖以下地区：
南台社区、中台社区、东台社区、新桥东社区、新桥西社区和珠玑社区。

## 人口
2010年中国第六次人口普查时，凤凰台街道共有人口59598人。共有家庭20278户，平均每户2.65人。14岁以下的少年儿童共7929人，占总人口13.30%；15-64岁人口共47561人，占总人口79.80%；65岁及以上的老年人共4108人，占总人口的6.892%。男性共计30271人，占总人口50.79%；女性共计29327，占总人口49.20%。本地居住的人口中，拥有本地户籍的人口为42826人，占71.85%。